# 韦斯特林山区塞尔巴赫
塞尔巴赫是德国莱茵兰-普法尔茨州的一个市镇。总面积2.99平方公里，总人口326人，其中男性157人，女性169人（2011年12月31日），人口密度109人/平方公里。